# Olympiade d'échecs de 2008

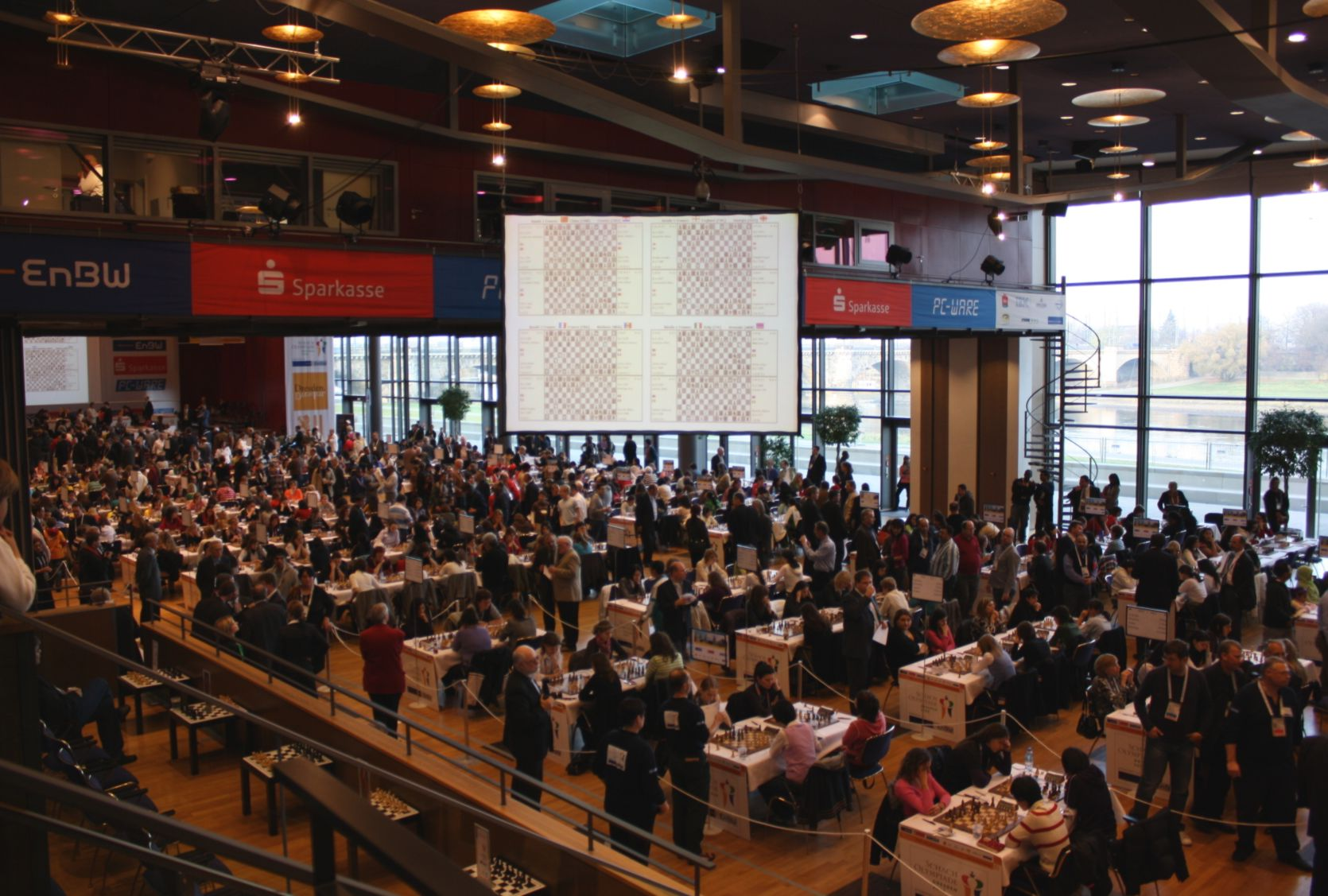
Olympiade d'échecs de Dresde 2008.

L’Olympiade d'échecs de 2008 est une compétition d’échecs qui s'est tenue à Dresde, en Allemagne du 12 au 25 novembre 2008.

## Règlement
Un nouveau règlement est mis en place à Dresde. Il est désormais interdit de proposer la nulle avant le seuil des 30 coups. Il est également impératif d'être présent au lancement de la ronde, l'absence est donc considérée comme un forfait. Le classement se fait à partir des points de matchs (2 pour une victoire, 1 pour un nul) et non plus avec les points de parties. Les équipes « masculines » n'ont plus qu'un remplaçant.

## Tournoi général

### Contexte
146 équipes représentant 141 nations participent effectivement à la compétition. Les favoris sont la Russie, l'Ukraine, la Chine, l'Azerbaïdjan, la Hongrie, la Bulgarie ou encore l'Arménie, tenante du titre.
La ronde 1 est marquée par quelques surprises : la Hongrie (5e équipe) concède le match nul contre l'Iran (40e), la France (7e) contre le Monténégro (42e) et Israël (8e) contre la Lettonie (43e). La Bulgarie (6e équipe) s'incline contre l'équipe d'Allemagne bis. La Russie, l'Ukraine et la Chine ne s'imposent que sur la plus petite des marges face à respectivement la Suisse (menée par Viktor Kortchnoï), le Vietnam et les Philippines.
La ronde 2 voit partout la victoire des favoris. La France remporte son premier match, contre l'Iran.
La ronde 3 est marquée par plusieurs résultats notables : la Chine s'incline face à la Norvège de Magnus Carlsen, l'Azerbaïdjan est contrainte au nul par les Pays-Bas, La France concède le nul contre la Grèce et Israël contre la Lituanie.
La ronde 4 voit les premiers gros chocs de la compétition. L'Ukraine et l'Arménie font match nul, l'Allemagne bat l'Espagne, la Russie bat l'Inde, la Hongrie bat la Roumanie et l'Azerbaïdjan bat les États-Unis. Plus bas, la France bat 4-0 la République Dominicaine. Deux équipes se partagent la tête du classement : l'Allemagne et la Russie, avec 8 points.
Les deux leaders s'affrontent à la ronde 5 et font match nul. Ils sont ainsi rejoints par l'Arménie, victorieuse des Pays-Bas, l'Ukraine qui a battu les Pays-Bas, l'Azerbaïdjan qui l'a emporté contre la Norvège et l'Angleterre qui a fait de même contre l'Italie (malgré la victoire du jeune Fabiano Caruana contre Michael Adams). La France bat difficilement la Serbie.
La ronde 6 profite à la Russie, victorieuse de l'Angleterre, et à l'Arménie, qui s'impose dans son derby contre l'Azerbaïdjan, qui prennent seules les commandes du classement avec 11 points. 7 équipes suivent avec 10 points, parmi lesquelles la France qui a battu la Pologne.
Dans ce qui est un des chocs du tournoi, l'Arménie (tenante du titre) s'impose dans la ronde 7 contre la Russie (1re équipe sur le papier) et prend seule la tête du tournoi, grâce à la victoire de Gabriel Sargissian sur Aleksandr Grichtchouk. Les autres résultats importants sont les nuls entre la Chine et l'Ukraine et entre l'Angleterre et l'Azerbaïdjan, et les victoires de la France sur l'Inde, de l'Allemagne sur la Roumanie, d'Israël sur l'Espagne et des États-Unis sur la Hongrie. À la faveur de sa victoire sur les Pays-Bas, la surprenante équipe du Vietnam prend la 8e place du classement.
L'Arménie continue sur sa lancée à la ronde 8 en écrasant la France (3,5 à 0,5). Israël, qui bat l'Allemagne, prend seule la 2e place, à 1 point du leader. La Russie bat les États-Unis, et le Vietnam contraint la Chine au partage des points.
Israël bat l'Arménie à la ronde 9 et prend la tête du classement. Les ex-leaders sont rejoints à la 2e place par l'Ukraine, victorieuse de son choc contre la Russie grâce à un gain de Zahar Efimenko face à Aleksandr Morozevitch. La France s'incline face à la Chine, l'Azerbaïdjan perd contre l'étonnante Serbie et la Hongrie est contrainte au nul par Cuba.
Grâce à sa victoire contre la Serbie, l'Arménie reprend la tête du classement, qu'elle partage avec l'Ukraine, victorieuse d'Israël (gain de Zahar Efimenko sur Evgeny Postny). Derrière, les États-Unis battent l'Allemagne, la Chine bat l'Angleterre, la Russie s'impose à la Slovénie, l'Espagne l'emporte contre la Bulgarie et les Pays-Bas contre la Pologne. La France se reprend en dominant la Slovaquie. À une ronde de la fin, l'Arménie et l'Ukraine sont en tête, un point devant Israël et la Chine.
La ronde 11 est une apothéose pour l'Arménie qui remporte son 2e titre consécutif grâce à sa victoire sur la Chine, alors que l'Ukraine s'incline lourdement contre les États-Unis (3,5 à 0,5) qui prennent la 3e place, derrière Israël, victorieuse des Pays-Bas. La Russie prend la 5e place après son nul contre l'Espagne, qui finit 10e. L'Azerbaïdjan termine à la 6e place après sa victoire contre la France, qui prend une décevante 22e place. La Chine termine 7e, la Hongrie 8e et le Viêt Nam, après son gain contre la Serbie, finit à une très belle 9e place. L'Allemagne, après un parcours intéressant, finit 13e. La Belgique est 70e.

### Résultats
| Classement final | Classement final | Points | Matchs gagnés | Matchs nuls | Matchs perdus | Composition de l'équipe                                                                  |
| ---------------- | ---------------- | ------ | ------------- | ----------- | ------------- | ---------------------------------------------------------------------------------------- |
| 1er              | Arménie          | 19     | 9             | 1           | 1             | Aronian (2757), Akopian (2679), Sargissian (2642), Petrossian (2629), Minassian (2541)   |
| 2e               | Israël           | 18     | 8             | 2           | 1             | Guelfand (2719), Roiz (2677), Avroukh (2657), Postny (2674), Rodshtein (2609)            |
| 3e               | États-Unis       | 17     | 8             | 1           | 2             | Kamsky (2729), Nakamura (2704), Onischuk (2644), Shulman (2616), Akobian (2606)          |
| 4e               | Ukraine          | 17     | 7             | 3           | 1             | Ivantchouk (2786), Kariakine (2730), Eljanov (2720), Efimenko (2680), Volokitine (2659)  |
| 5e               | Russie           | 16     | 7             | 2           | 2             | Kramnik (2772), Svidler (2727), Grichtchouk (2719), Morozevitch (2787), Jakovenko (2737) |
| 6e               | Azerbaïdjan      | 16     | 7             | 2           | 2             | T. Radjabov, S. Mamedyarov, V. Gashimov, G. Gousseinov, R. Mamedov                       |
| 7e               | Chine            | 16     | 7             | 2           | 2             | Wang Yue, Bu Xiangzhi, Ni Hua, Wang Hao, Li Chao                                         |
| 8e               | Hongrie          | 16     | 7             | 2           | 2             | P. Leko, J. Polgar, Z. Almasi, C. Balogh, F. Berkes                                      |
| 9e               | Viêt Nam         | 16     | 7             | 2           | 2             |                                                                                          |
| 10e              | Espagne          | 16     | 7             | 2           | 2             |                                                                                          |

Les équipes francophones : 
- France : Étienne Bacrot (2705), Maxime Vachier-Lagrave (2716), Laurent Fressinet (2676), Vladislav Tkachiev (2664), Sébastien Mazé (2577)
- Belgique : Richard Polaczek (2419), Ekrem Cekro (2419), Cemil Gulbas (2371), Danial Saiboulatov (2360), Bruno Laurent (2370)

### Médailles individuelles
Les prix par échiquier :
1er échiquier : 1. Péter Lékó (2747, Hongrie) (perf. : 2834, 7,5/10) ; 2. Boris Gelfand (2719, Israël) (perf. : 2833, 7,5/10) ; 3. Veselin Topalov (2791, Bulgarie) (perf. : 2821, 6,5/8)
2e échiquier : 1. Vladimir Akopian (2679, Arménie) (perf. : 2813, 8/11) ; 2. Francisco Vallejo Pons (2664, Espagne) (perf. : 2807, 9/11) ; 3. Vassílios Kotroniás (2587, Grèce) (perf. : 2781, 8,5/11)
3e échiquier : 1. Gabriel Sargissian (2642, Arménie) (perf. : 2869, meilleure performance de l'Olympiade, 9/11) ; 2. Vugar Gashimov (2703, Azerbaïdjan) (perf. : 2765, 6,5/9) ; 3. Tiger Hillarp Persson (2543, Suède) (perf. : 2762, 8/10)
4e échiquier : 1. Dragiša Blagojević (2522, Monténégro) (perf. : 2792, 8/9) ; 2. Aleksander Delchev (2632, Bulgarie) (perf. : 2788, 8/9) ; 3. Daniel Fridman (2630, Allemagne) (perf. : 2741, 7/10)
remplaçants : 1. Dmitri Iakovenko (2737, Russie) (perf. : 2794, 7/9) ; 2. Maxim Rodshtein (2609, Israël) (perf. : 2776, 7/9) ; 3. Ferenc Berkes (2645, Hongrie) (perf. : 2696, 6,5/9)

## Tournoi féminin

### Résultats
| Classement final | Classement final | + | = | - |
| 1er              | Géorgie          | 8 | 2 | 1 |
| 2e               | Ukraine          | 7 | 4 | 0 |
| 3e               | États-Unis       | 8 | 1 | 2 |
| 4e               | Russie           | 7 | 3 | 1 |
| 5e               | Pologne          | 8 | 1 | 2 |
| 6e               | Arménie          | 8 | 0 | 3 |
| 7e               | Serbie           | 7 | 2 | 2 |
| 8e               | Chine            | 6 | 3 | 2 |
| 9e               | Israël           | 6 | 3 | 2 |
| 10e              | Biélorussie      | 6 | 3 | 2 |

La Géorgie est menée par l'ancienne championne du monde Maïa Tchibourdanidzé qui réalise la meilleure performance individuelle du tournoi, accompagnée de Nana Dzagnidzé, Lela Javakhichvili, Maïa Lomineichvili et Sopiko Khoukhachvili.